# Jayden Hadler
Jayden Hadler, né le 23 septembre 1993 à Joondalup, est un nageur australien.

## Biographie
Il concourt aux championnats du monde en petit bassin 2010 où il arrive 7e du 200 mètres papillon notamment.
Il se qualifie pour les Jeux olympiques d'été de 2012, où il se classe 22e du 100 m papillon et 31e du 200 m quatre nages.
Aux Jeux du Commonwealth de 2014, il remporte une médaille d'argent sur le relais 4 × 100 m quatre nages et une médaille d'or sur le relais 4 × 100 m nage libre auquel il a participé uniquement aux séries.
Aux championnats du monde 2015, il gagne une médaille d'argent sur le relais 4 × 100 m quatre nages.